# 库蒂尔 (多尔多涅省)
库蒂尔（法語：Coutures，法語發音：[kutyʁ] ⓘ）是法国多尔多涅省的一个市镇，属于佩里格区。

## 地理
库蒂尔（45°19'55"N, 0°23'34"E）面积8.53 平方千米，位于法国新阿基坦大区多爾多涅省，该省份为法国西南部内陆省份，是法國本土面积第三大的省，大致对应佩里戈尔地区，北起顺时针与夏朗德省、上维埃纳省、科雷兹省、洛特省、洛特-加龙省、吉倫特省和滨海夏朗德省接壤。
与库蒂尔接壤的市镇（或旧市镇、城区）包括：迈松堡、贝尔特里克-比雷、塞勒、韦尔泰亚克。

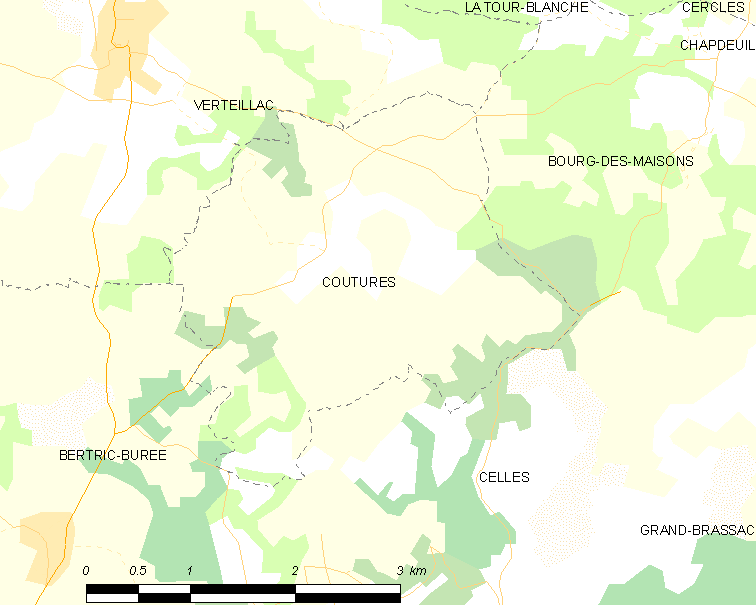
的OSM定位图

库蒂尔的时区为UTC+01:00、UTC+02:00（夏令时）。

## 行政
库蒂尔的邮政编码为24320，INSEE市镇编码为24141。

## 政治
库蒂尔所属的省级选区为里贝拉克县。

## 人口

1962-2008年间人口变化图示

库蒂尔于2022年1月1日时的人口数量为198人。